# Alyona Alyona
Aliona Olehivna Savranenko (Oekraïens: Альо́на Олегівна Савране́нко; Kapitanivka, 14 juni 1991), beter bekend onder haar artiestennaam Alyona Alyona, is een Oekraïense rapper.

## Biografie
Savranenko werd geboren in Kapitaniyka in Kirovohrad. Ze behaalde twee bachelordiploma's en werkte enkele jaren als kleuterleidster. In 2018 bracht ze haar eerste nummer uit. Een jaar later volgde haar eerste album.
Begin 2024 nam ze samen met Jerry Heil deel aan de Oekraïense preselectie voor het Eurovisiesongfestival. Met het nummer Teresa & Maria won het gelegenheidsduo, waardoor het Oekraïne mocht vertegenwoordigen op het Eurovisiesongfestival 2024 in Malmö, Zweden. Daar werd de act tweede in de eerste halve finale en derde in de finale.
2003: Oleksandr Ponomarjov · 
2004: Ruslana · 
2005: GreenJolly · 
2006: Tina Karol · 
2007: Vjerka Serdjoetsjka · 
2008: Ani Lorak · 
2009: Svitlana Loboda · 
2010: Alyosha · 
2011: Mika Newton · 
2012: Gaitana · 
2013: Zlata Ohnevytsj · 
2014: Maria Jaremtsjoek · 
2016: Jamala · 
2017: O.Torvald · 
2018: Mélovin · 
2021: Go_A · 
2022: Kalush Orchestra · 
2023: Tvorchi · 
2024: Alyona Alyona & Jerry Heil · 
2025: Ziferblat